# 清水節 (裁判官)
清水 節（しみず みさお、1953年5月5日- ）は、日本の元裁判官、弁護士、徳島地方裁判所長、知的財産高等裁判所所長等を歴任した。

## 略歴
- 昭和52年　東京大学法学部卒業
- 昭和54年　司法研修所終了
- 昭和54年　横浜地方裁判所
- 昭和57年　徳島地方・家庭裁判所
- 昭和60年　東京家庭裁判所
- 平成元年　東京国税不服審判所
- 平成 4年　津地方・家庭裁判所　四日市支部
- 平成 8年　東京高等裁判所（知的財産権部）
- 平成12年　那覇地方・家庭裁判所（部総括）
- 平成15年　東京高等裁判所（知的財産権部）
- 平成16年　東京地方裁判所（知的財産権部・部総括）
- 平成22年　知的財産高等裁判所
- 平成23年　徳島地方・家庭裁判所長
- 平成25年　知的財産高等裁判所（部総括）
- 平成29年　知的財産高等裁判所長
- 平成30年　定年退官 平成30年　弁護士登録（第二東京弁護士会）
- 平成30年～現在　日本弁護士連合会知的財産センター　幹事
- 平成30年～令和5年　早稲田大学大学院法務研究科　非常勤講師
- 平成31年～現在　日本知的財産仲裁センターJPドメイン名紛争処理　パネリスト
- 平成31年～令和4年　慶応義塾大学大学院法務研究科（法科大学院）客員教授
- 令和元年～現在　東京地方裁判所　民事調停委員
- 令和 3年～現在　経済産業省　工業所有権審議会　委員
- 令和 4年～現在　第二東京弁護士会　司法制度調査会　委員